# مارک دیسال
مارک دی‌سال (به انگلیسی: Mark DiSalle) یک تهیه‌کننده فیلم، فیلمنامه‌نویس و کارگردان آمریکایی است.

## فیلم‌شناسی
- ۱۹۸۸: رینگ خونین (تهیه‌کننده)
- ۱۹۸۹: کیک‌بوکسور (تهیه‌کننده، کارگردان و نویسنده)
- ۱۹۹۰: حکم مرگ (تهیه‌کننده)
- ۱۹۹۱: سلاح بی‌نقص (تهیه‌کننده و کارگردان)
- ۱۹۹۱: کیک‌بوکسور ۲ (نویسنده شخصیتهای داستان)
- ۱۹۹۳: شوالیه خیابان‌ها (تهیه‌کننده)
- ۲۰۱۴: یک مایل در چهار دقیقه (تهیه‌کننده)
- ۲۰۱۶: روز مادر (تهیه‌کننده)
- ۲۰۲۱: نیک بدنام (تهیه‌کننده)